# Episodi di Creature Commandos
La prima stagione della serie televisiva animata Creature Commandos, è stata distribuita dal 5 dicembre 2024 al 9 gennaio 2025 dal servizio di streaming on demand Max.
| n. | Titolo                  | Data di distribuzione originale |
| -- | ----------------------- | ------------------------------- |
| 1  | The Collywobbles        | 5 dicembre 2024                 |
| 2  | The Tourmaline Necklace | 5 dicembre 2024                 |
| 3  | Cheers to the Tin Man   | 12 dicembre 2024                |
| 4  | Chasing Squirrels       | 19 dicembre 2024                |
| 5  | The Iron Pot            | 26 dicembre 2024                |
| 6  | Priyatel Skelet         | 2 gennaio 2025                  |
| 7  | A Very Funny Monster    | 9 gennaio 2025                  |

## The Collywobbles
- Diretto da: Matt Peters
- Scritto da: James Gunn[2]

### Trama
Nel 2023, la nazione di Pokolistan è sotto attacco da parte della maga Circe e dei suoi seguaci, il gruppo terroristico misandrico noto come "Figli di Themyscira". Dal momento che la nazione ha accordi petroliferi con gli Stati Uniti, la direttrice dell'A.R.G.U.S. Amanda Waller incarica il generale Rick Flag Sr. di proteggere la loro erede, la principessa Ilana Rostovic, e fermare Circe. Poiché il Congresso ha chiuso il suo programma Task Force X per aver messo a repentaglio vite umane nei progetti Starfish e Butterfly, Waller e Flag reclutano una squadra di detenuti non umani dal penitenziario di Belle Reve ribattezzandoli Task Force M: si tratta della Sposa di Frankenstein, del supecriminale pirocinetico Dottor Phosphorus, del soldato robotico G.I. Robot, la donna-pesce Nina Mazursky e la donnola antropomorfa Weasel, unico veterano della Suicide Squad. Dopo aver incontrato Ilana, Flag e la squadra si stabiliscono nel suo castello e la principessa inizia a flirtare con il generale. Quella notte Phosphorus si intrufola nella stanza di Flag per rubare il detonatore remoto con cui la Task Force viene tenuta sotto controllo, ma ha la peggio dopo un duro scontro e viene costretto a collaborare. Nel frattempo la Sposa si allontana dal castello per recarsi al laboratorio del suo creatore Victor Frankenstein, venendo seguita da Nina: le due tuttavia non si accorgono di essere state notate sia dai Figli di Themyscira che da un'informatrice di Eric Frankenstein, l'innamorato della Sposa.

## The Tourmaline Necklace
- Diretto da: Sam Liu
- Scritto da: James Gunn[2]

### Trama
In un flashback ambientato nel 1831 Eric Frankenstein chiede al suo creatore, il dottor Victor Frankenstein, di creare una sposa per lui da cadaveri femminili. Dopo averlo fatto con successo, Victor insegna alla Sposa come parlare e comportarsi normalmente, con grande costernazione di Eric le cui avances vengono continuamente respinte. Victor educa nel corso del tempo la Sposa e quando è ormai completamente intelligente le regala una collana di tormalina. I due si innamorano e fanno sesso, ma Eric li vede e roso dalla gelosia uccide il suo creatore, scatenando la furia della Sposa che lo abbandona dopo un duro scontro: non contento, Eric la tormenterà inseguendola nel corso dei secoli, convinto di essere il suo vero amore. Nel presente Ilana cura le ferite di Flag e lo seduce ancora una volta, finendo per fare sesso con lui. Nel frattempo la Sposa e Nina trovano la collana nella villa di Victor, ma improvvisamente vengono attaccate da Circe, che è stata allertata della loro presenza dai suoi seguaci: la Sposa viene battuta dalla strega dopo un violento corpo a corpo mentre Nina viene neutralizzata da un membro dei Figli di Themyscira, portando alla cattura delle due.

## Cheers to the Tin Man
- Diretto da: Matt Peters
- Scritto da: James Gunn[2]

### Trama
In un flashback G.I. Robot si unisce alla Easy Company del sergente Rock per combattere durante la seconda guerra mondiale, legando con loro dopo averli salvati da un'imboscata nazista. Negli anni '60 il robot presenzia ad un programma televisivo, ma a causa della sua programmazione è esclusivamente interessato ad uccidere nazisti, spaventando il pubblico presente: il governo degli Stati Uniti decide così di consegnarlo allo scienziato William Magnus per studiarlo. Negli anni '90, G.I. viene trovato in un negozio di antiquariato dal collezionista Sam Fitzgibbon, che lo accetta nella sua casa e lo tratta come un amico, rendendolo felice per la prima volta dopo anni. Tempo dopo tuttavia Sam lo porta ad una convention del gruppo di neonazisti di cui fa parte, spingendo G.I. ad uccidere lui e i suoi compagni: a seguito della strage il robot, il cui sogno è sempre stato quello di ricongiungersi ai compagni della Easy Company, viene incarcerato a Belle Reve dove rimane per anni a prendere polvere. Nel presente Flag, Phosphorus, Weasel e G.I. vanno al castello di Frankenstein insieme al capo delle guardie reali Alexi per salvare la Sposa e Nina, ma scoprono che le due sono state usate come diversivo e che Circe sta attaccando il palazzo reale. Una volta tornati sul posto Flag mente a G.I. affermando che i Figli di Themyscira sono dei nazisti: felice, il robot procede a massacrarli tutti con le sue armi, ma viene distrutto da Circe sotto gli occhi dell'amica Nina. La maga prova ad uccidere Ilana, ma viene attaccata e sconfitta da Weasel e Phosphorus. Ormai alla mercé della squadra, Circe rivela loro che hanno appena condannato il mondo.

## Chasing Squirrels
- Diretto da: Sam Liu
- Scritto da: James Gunn[2]

### Trama
In un flashback, Weasel incontra e fa amicizia con otto bambini di una scuola elementare. Il loro momento di gioco viene notato da un vecchio, che convincendosi che Weasel voglia uccidere i bambini lo attacca con un fucile: nel conflitto che ne consegue l'uomo provoca un'esplosione che uccide lui e la maggior parte dei bambini. Sconvolto e spaventato, Weasel tenta di salvare la bambina bionda che per prima aveva stretto amicizia con lui, ma alcuni poliziotti chiamati dal vecchio lo attaccano credendo che abbia commesso una strage e lo trascinano via mentre la piccola muore sotto ai suoi occhi. Nel presente Flag saluta Ilana dopo aver rifiutato la sua richiesta di giustiziare Circe. La Task Force M torna quindi a Belle Reve, dove Weasel viene accolto dal suo avvocato per riesaminare il suo caso. Mentre la Sposa protegge Nina da alcuni detenuti violenti dimostrandosi protettiva nei suoi confronti Flag, Waller e l'agente A.R.G.U.S. John Economos interrogano Circe, che mostra a Waller una visione di un futuro apocalittico in cui Ilana e il suo esercito rovesciano varie nazioni e uccidono numerosi supereroi scatenando l'apocalisse. Dopo aver consultato la professoressa esperta delle amazzoni Aisla MacPherson, Waller ordina a Flag di tornare con la Task Force M nel Pokolistan per uccidere la principessa: il generale rifiuta con sdegno e pertanto viene sostituito come leader sul campo dalla Sposa. Flag prova a contattare Ilana mentre torna a casa, ma viene improvvisamente assalito da Eric, che ha seguito segretamente la Task Force M ed è giunto a credere che la Sposa sia innamorata di lui. Il generale chiarisce l'equivoco e la coppia accetta di lavorare insieme per impedire la morte di Ilana e riunire Eric con la Sposa, il tutto mentre lei, Phosphorus, Nina e Weasel ripartono per il Pokolistan.

## The Iron Pot
- Diretto da: Matt Peters
- Scritto da: James Gunn[2]

### Trama
In un flashback nel 1831 Eric viene trovato dopo l'incendio del castello di Victor da Bogdana, una vecchia guaritrice che lo cura fino a farlo tornare in salute. Dopo essersi ripreso completamente, Eric parte alla ricerca della Sposa nonostante Bogdana cerchi di convincerlo che lei non lo ama più, confessandogli di aver paura di essere nuovamente abbandonata: per tutta risposta Eric la uccide brutalmente con una pentola, convincendosi nella sua logica contorta che sia l'unico modo per non lasciarla vivere da sola. Nel presente Eric e Flag indagano sulla casa della professoressa MacPherson dopo aver notato il suo strano comportamento: una volta sul posto i due trovano il suo cadavere, il che li porta a realizzare che la MacPherson che ha parlato con Waller era un impostore. Flag chiama Ilana e la avverte del ritorno della Task Force M per assassinarla prima che la falsa MacPherson torni a casa, rivelandosi il mutaforma Clayface. I due intrusi tentano di sgattaiolare fuori, ma vengono catturati dal supercriminale, che spezza la schiena a Flag prima di essere distrutto con dell'elettricità da Eric. Prima di svenire, Flag convince Eric a dire la verità alla Sposa. Nel frattempo, la Task Force M è scortata da Alexi verso il palazzo reale, ma il tutto si rivela una trappola dei Cavalieri Ametista, le guardie reali di Ilana: dopo che Phosphorus uccide Alexi il gruppo è costretto a dividersi per le strade della capitale mentre la principessa ordina al nuovo capo delle guardie Sergei di catturarli e ucciderli.

## Priyatel Skelet
- Diretto da: Sam Liu
- Scritto da: James Gunn[2]

### Trama
In un flashback lo scienziato nucleare Alex Sartorius riceve finanziamenti dal boss mafioso Rupert Thorne per sviluppare una cura per il cancro usando la fusione nucleare, ma su suggerimento della moglie Parvin lo tradisce quando scopre che il suo obbiettivo è vendere il trattamento ad una dittatura fascista. Dopo averlo scoperto, Thorne fa uccidere Parvin e la figlia di Alex, lo incastra per i suoi crimini costringendolo a toccare i loro cadaveri e cerca di ucciderlo con la sua attrezzatura nucleare. Lo scienziato sopravvive miracolosamente all'esperimento, ma è ridotto ad uno scheletro radioattivo e in fiamme: completamente impazzito, Alex adotta lo pseudonimo di Dottor Phosphorus e massacra Thorne e la sua famiglia, prendendo possesso delle sue attività criminali fino al giorno in cui viene catturato da Batman. Nel presente Eric lascia Flag in un ospedale e dirotta un jet privato per raggiungere il Pokolistan mentre Waller ed Economos vanno al capezzale del generale. Contemporaneamente Phosphorus incontra una bambina Pokolistani che gli ricorda sua figlia, mentre Weasel fugge in una foresta e fa amicizia con un branco di lupi. Nina e la Sposa si riuniscono e cercano nascondiglio in un bordello, dove rinforzano il loro legame uccidendo due clienti violenti dotati di superpoteri. Una volta arrivata la mattina Ilana raduna le sue forze mentre la Task Force M si riunisce fuori dal suo castello e si prepara ad ucciderla.

## A Very Funny Monster
- Diretto da: Matt Peters
- Scritto da: James Gunn[2]

### Trama
In un flashback la piccola Nina Mazursky nasce con un difetto genetico che causa la crescita dei suoi polmoni fuori dal corpo. Suo padre, lo scienziato Edward, costruisce un dispositivo per aiutarla a respirare, ma sua madre, Lily, non riesce ad accettare la sua condizione e abbandona entrambi. Qualche tempo dopo Edward esegue un esperimento su Nina, mutandola e facendole sviluppare caratteristiche di mammiferi acquatici, permettendole di respirare normalmente sott'acqua. Dopo aver fatto studiare Nina a casa per diversi anni, Edward tenta di iscriverla a una scuola pubblica per aiutarla a socializzare, ma la ragazza viene derisa, bullizzata e ridicolizzata dagli altri studenti che la vedono come un mostro, finendo per scappare di casa e vivere nelle fogne di Star City imbracciando la sua natura di mostro. Tre anni dopo, Nina viene catturata dalle forze di polizia di Star City: Edward, che in tutto questo tempo l'ha sempre cercata, cerca di avvicinarla, ma viene ucciso a colpi di arma da fuoco da uno degli ufficiali di polizia mentre la figlia viene rinchiusa in gabbia. Nel presente, Eric vede la Task Force M infiltrarsi nel castello di Ilana e prova ad avvisarli del loro abbaglio, ma viene colpito e lasciato per morto dalla Sposa. La squadra in seguito incarica una riluttante Nina di uccidere la principessa, che sta nuotando nel suo stagno privato. Waller ed Economos nel frattempo vengono indirizzati da Flag a casa della professoressa MacPherson, scoprendo il suo cadavere e convincendosi che Circe abbia ingaggiato Clayface. Nello stagno Nina sta per uccidere Ilana, ma Weasel prova a salvare la principessa essendosi convinto che si tratti della bambina bionda che provò a salvare anni prima: Phosphorus riesce a fermarlo, ma Ilana ha notato Nina e la uccide brutalmente pochi istanti prima che Waller annulli la missione. La squadra viene risparmiata da Sergei e i suoi sottoposti, ma la Sposa, scossa per la morte di Nina, chiede ad Ilana di parlare in privato. Una volta sole la Sposa rivela di aver visto un video di alcuni giorni prima in cui la principessa stava parlando con Clayface: capisce quindi che lei è sempre stata in realtà una sadica con manie di conquista e che ha utilizzato il suo amico mutaforma per screditare l'allucinazione di Circe e allontanare i sospetti dell'America su di lei, seducendo Flag per manipolarlo. Vedendosi scoperta Ilana prova ad ucciderla, ma la Sposa le spara per prima vendicando la morte dell'amica prima di fuggire dal Pokolistan con Phosphorus e Weasel. Tempo dopo Economos informa la Sposa che Waller ha scelto di incaricarla di guidare una nuova formazione della squadra con Phosphorus, Weasel, la vampira Nosferata, la mummia Khalis, un ricostruito G.I. e lo squalo antropomorfo King Shark. In una scena post credit Eric si rivela ancora vivo e continua a pianificare di ricongiungersi alla sua Sposa.